# Pyrausta simplex
Pyrausta simplex là một loài bướm đêm trong họ Crambidae.